# 모지코 레트로

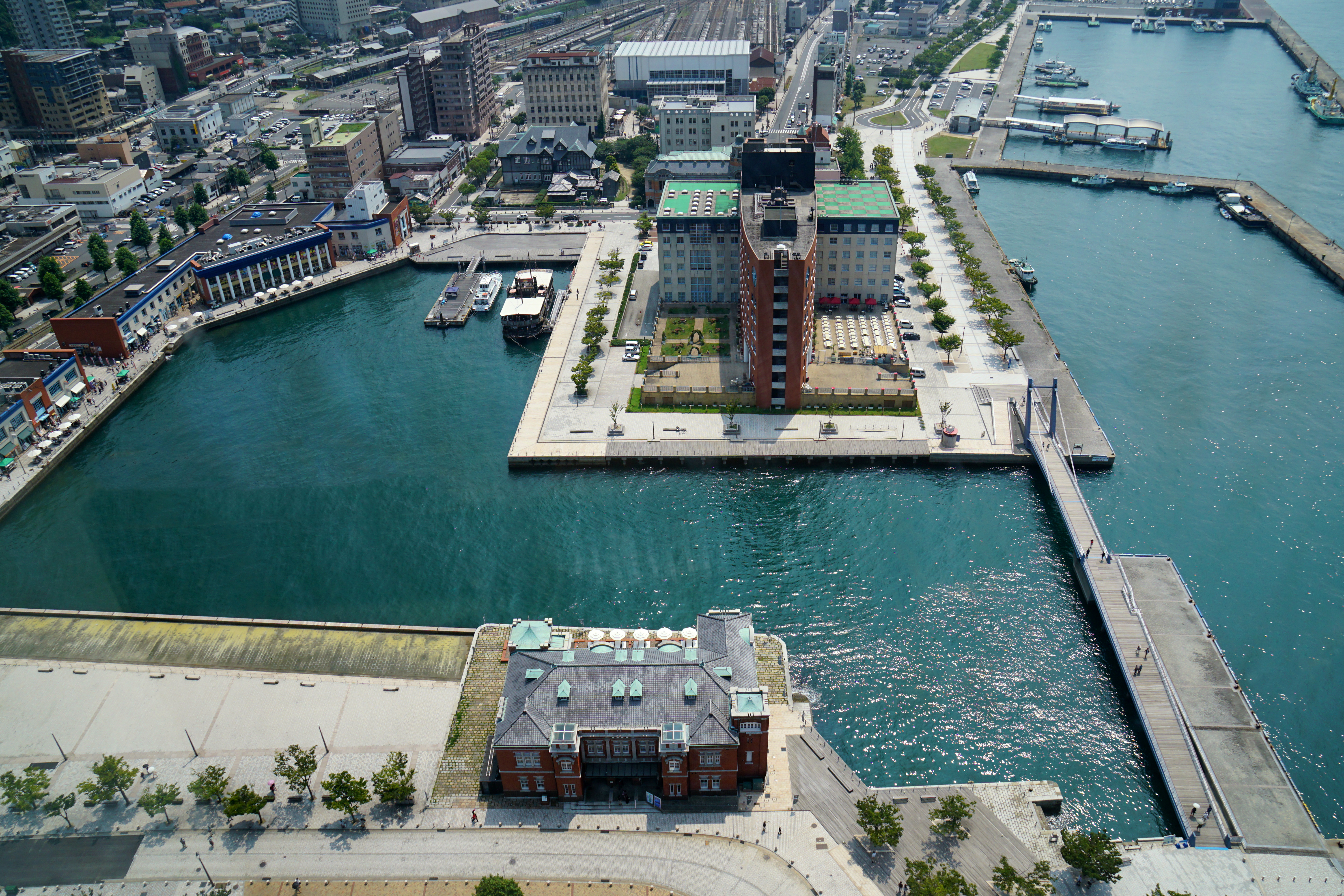
모지코 레트로

모지코 레트로(門司港レトロ 모지코레토로[*])는 일본 후쿠오카현 기타큐슈시 모지구에 있는 관광지이다. JR 모지코역 주변 지역에 외국 무역으로 번성했던 시대의 건축물을 중심으로 호텔, 상업 시설 등을 다이쇼 시대의 레트로 풍으로 정비한 것이다. 국토교통성의 도시 경관 100선, 토목 디자인상 2001 최우수상을 수상하였다. 강 건너 시모노세키시 가라토와 간류섬 등과의 주유 루트로 많은 관광객들로 붐빈다.

## 건축물

### 현대
- JR 모지코역
- 규슈 철도기념관
- 기타큐슈시 구 오사카 상선
  - 와타세세이조와 바다의 갤러리 (2 층)
- 기타큐슈시 구 모지미쓰이 구락부
  - 아인슈타인 메모리얼 룸 (2층)
  - 하야시 후미코 자료실 (2 층)
- 모지 구역소
- 기타큐슈시 구 모지 세관
- 구 미쓰이 물산 모지점
- 모지 전기통신 레트로관
- 모지 우선 빌딩
- 구 이와타야 주점
- 모지코 미술 공예 연구소 (구 모지항 아트촌)
- 가보차도키야 국립 미술관

### 모지코 레트로 사업 시작 이후에 준공된 시설
- 가이쿄 플라자
  - 오르골 뮤지엄 모지코
  - 적연와 유리 미술관
- 원조 가와리소바 타카세 모지코 레트로 점
- 프리미어 호텔 모지코
- 항 하우스
- 모지코 레트로 하이마트
- 간몬 해협 박물관
- 기타큐슈 다롄 우호 기념관
- 블루 윙 모지
- 이데미쓰 미술관 (모지)

## 명물
- 야키카레 - 모지코 발상.
- 바나나 타타키 판매 - 모지코 발상.
- 바나나 맨의 동상 - 가이쿄 플라자 앞에 서있다.